# Mercado do Livramento

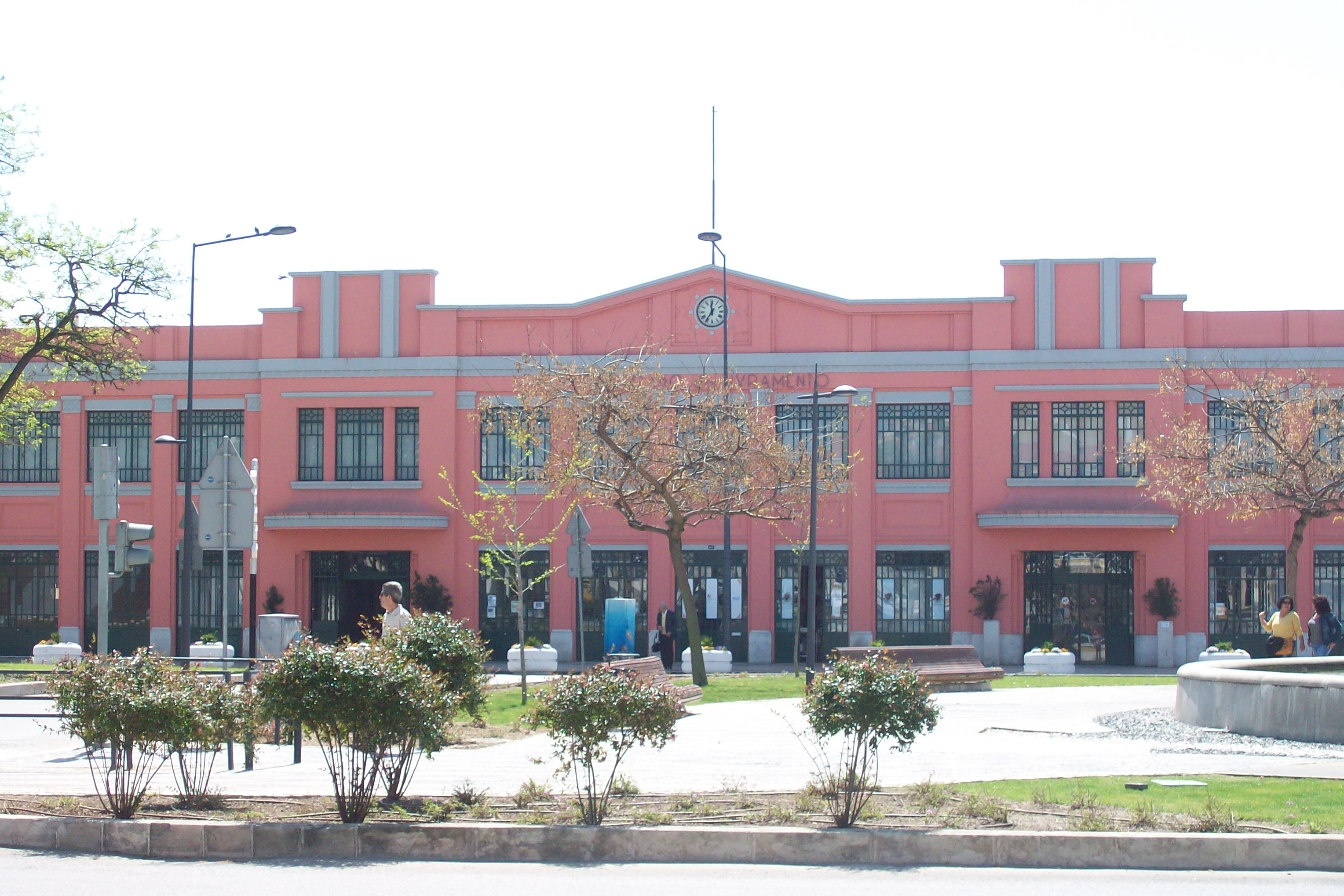
Entrada do Mercado do Livramento.

O Mercado do Livramento é um mercado de produtos agrícolas e piscícolas, considerado como o principal mercado de Setúbal.
Inaugurado a 31 de julho de 1876, sob iniciativa do então Presidente da Câmara Municipal de Setúbal António Rodrigues Manito, o mercado foi sofrendo sucessivas remodelações e ampliações, com o atual edifício a datar de 1930, com as mais recentes remodelações feitas em 2012. O edifício original, desenhado por Marcelino Alemão Mendonça Cisneiros de Faria, media 4160 metros quadrados e 44 bancadas (24 em pedra para peixe e 20 em madeira para hortaliças). Os 5700 azulejos que decoram as paredes do Mercado datam da ampliação de 1930, fazendo alusão às atividades agrícolas e piscatórias da cidade, da autoria de José António Jorge Pinto e Pedro Pinto. Na entrada norte, dois outros painéis com imagens da cidade, da autoria de Rosa Rodrigues, datam de 1944.
Em 2015, para além de ser um dos cenários da novela Mar Salgado, o mercado de peixe do Livramento, em Setúbal, foi considerado um dos mercados de peixe mais famosos do mundo pelo jornal USA Today. Atualmente, o mercado alberga cerca de 900 funcionários e 300 concessionários.

## Acessos
- Carris Metropolitana: 
  - Paragem Avenida Luísa Todi 137:
    - 4403 Fonte da Talha ⇆ Setúbal (Av. Luísa Todi) (terminal)
    - 4404 Setúbal (ITS) (circular)
    - 4423 Amoreiras ⇆ Setúbal (Av. Luísa Todi) (terminal)
    - 4434 Manteigadas ⇆ Setúbal (R. Timor) (terminal)
    - 4439 Praias do Sado ⇆ Setúbal (ITS)
    - 4451 Mitrena (Lisnave) ⇆ Setúbal (ITS)
    - 4453 Mitrena (Portucel) ⇆ Setúbal (ITS) via Estrada Graça

  - Paragem Avenida Luísa Todi-Largo de Jesus:
    - 4405 Livramento ⇆ Montebelo (circular)
    - 4406 Manteigadas ⇆ Setúbal (Mercado) (terminal)
    - 4407 Manteigadas ⇆ Setúbal (Mercado) via Bairro da Carmona (terminal)
    - 4408 Bela Vista/Manteigadas ⇆ Setúbal (Mercado) (terminal)
    - 4412 Setúbal (Mercado) ⇆ Morgada (terminal)
    - 4413 Setúbal (Mercado) ⇆ Bela Vista/Manteigadas (terminal)
    - 4414 Outão (Hospital) ⇆ Setúbal (ITS)
    - 4414 Outão (Hospital) ⇆ Setúbal (ITS) via vale da Rasca
    - 4419 Setúbal (Mercado) ⇆ Brejos Canes (terminal)
    - 4421 Setúbal (Casal Figueiras) ⇆ Setúbal (Bairro Camolas)
    - 4422 Setúbal (Casal Figueiras) via Bairro do Viso ⇆ Setúbal (Bairro Camolas)/Setúbal (ITS)
    - 4424 Setúbal (Bairro Viso) ⇆ Manteigadas
    - 4425 Setúbal (Bairro Viso)/Setúbal (Escola Viso) ⇆ Mitrena
    - 4426 Setúbal (Bairro Viso)/Setúbal (Escola Viso) ⇆ Setúbal (CHEsetúbal)/Setúbal (ITS)
    - 4427 Setúbal (Mercado) ⇆ Setúbal (Bela Vista) (terminal)
    - 4428 Setúbal (Casal Figueiras) ⇆ Vale Ana Gomes
    - 4429 Setúbal (Mercado) ⇆ Setúbal (Centro Saúde) (terminal)
    - 4433 Setúbal (Casal Figueiras) ⇆ Alto Guerra
    - 4436 Setúbal (Mercado) ⇆ Setúbal (Av. Soeiro Pereira Gomes) (terminal)
    - 4438 Setúbal (Saboaria)/Setúbal (Saboaria) via Centro Saúde São Sebastião ⇆ Setúbal (Monte Belo Norte)
    - 4440 Setúbal (Saboaria) via Alegro ⇆ Setúbal (Monte Belo Norte)
    - 4441 Setúbal (Saboaria) ⇆ Setúbal (Vale Cobro)
    - 4472 Praia da Figueirinha/Praia do Creiro ⇆ Setúbal (ITS)

## Galeria

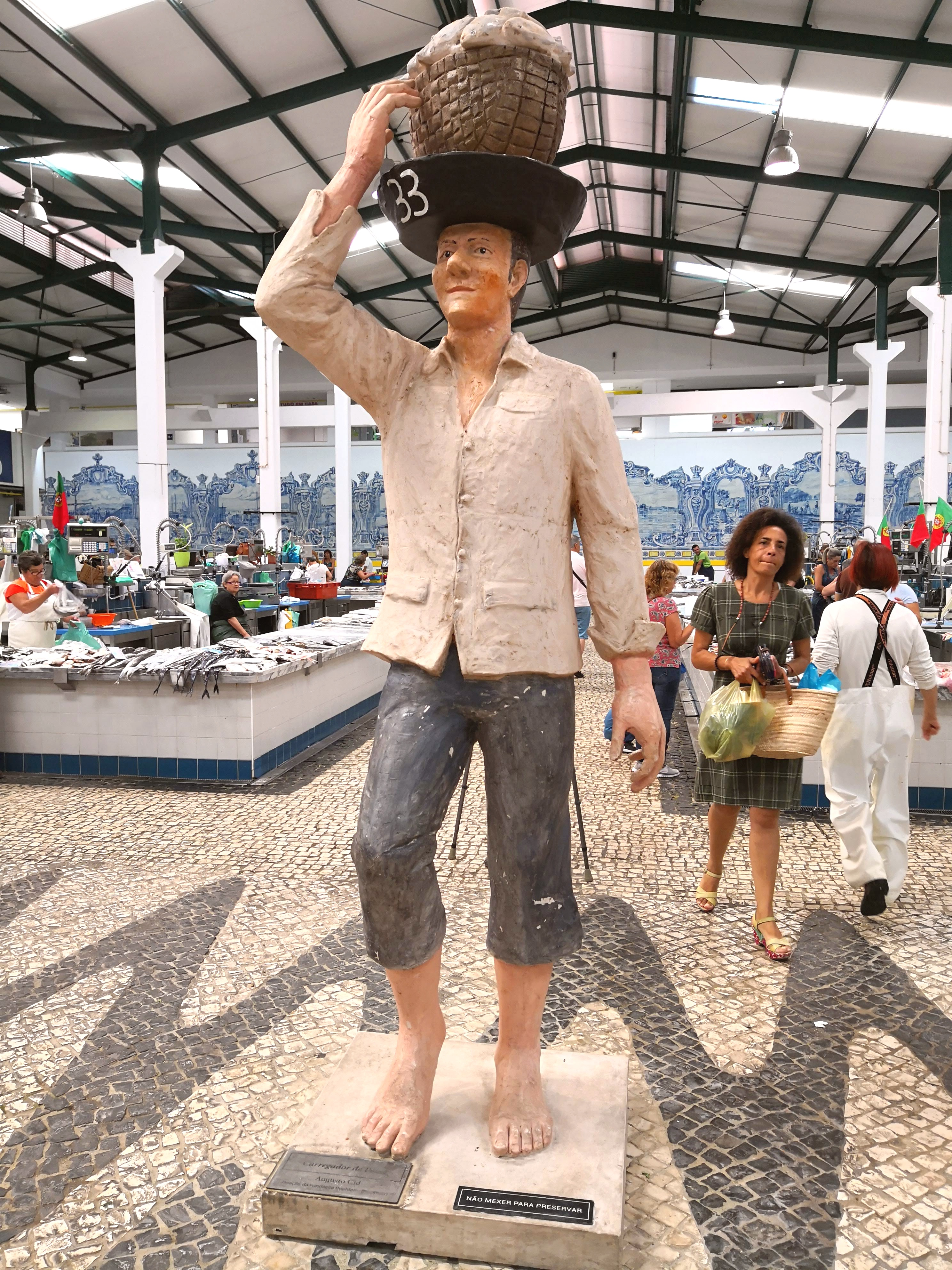
Descarregador de Peixe
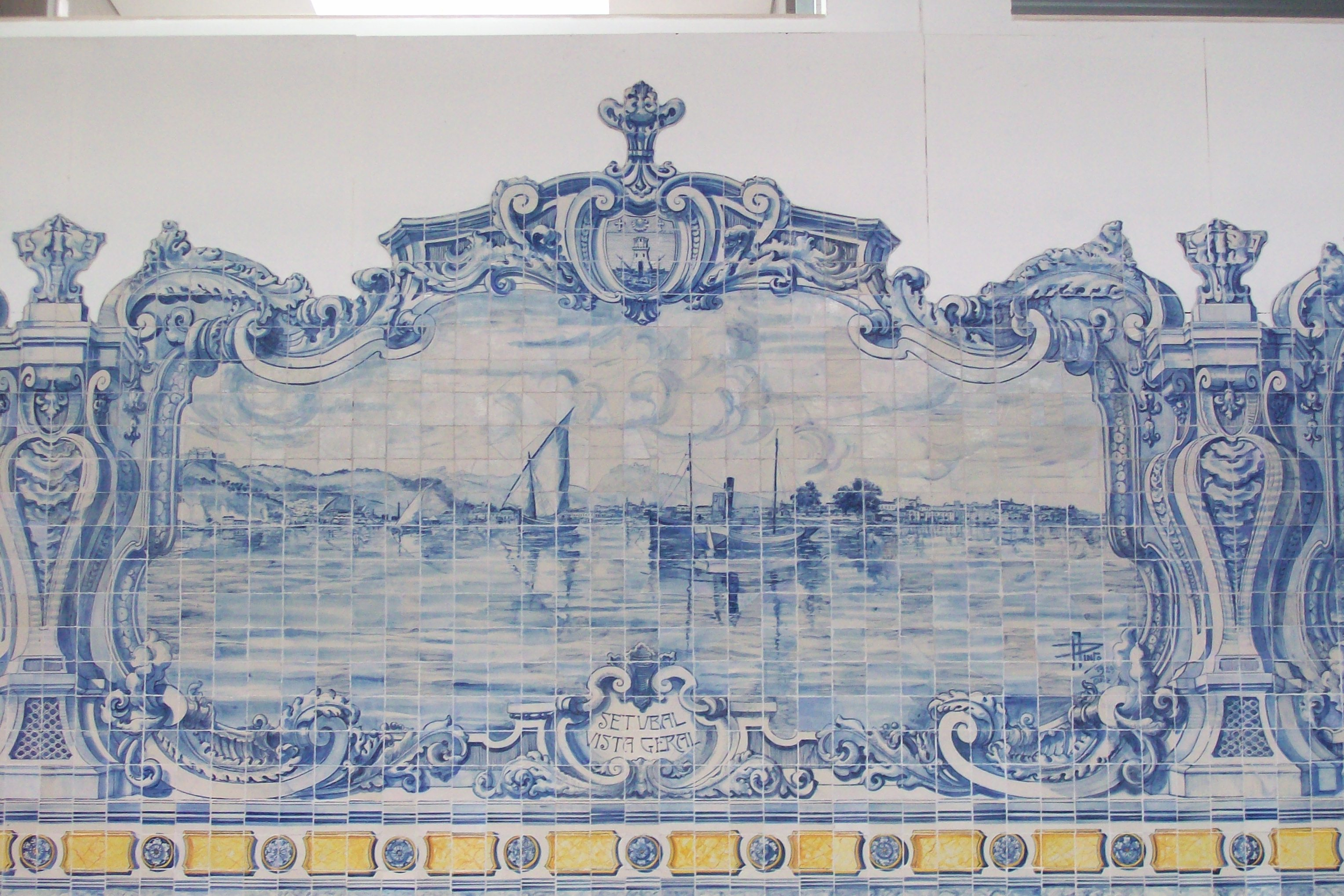
Representação de barcos
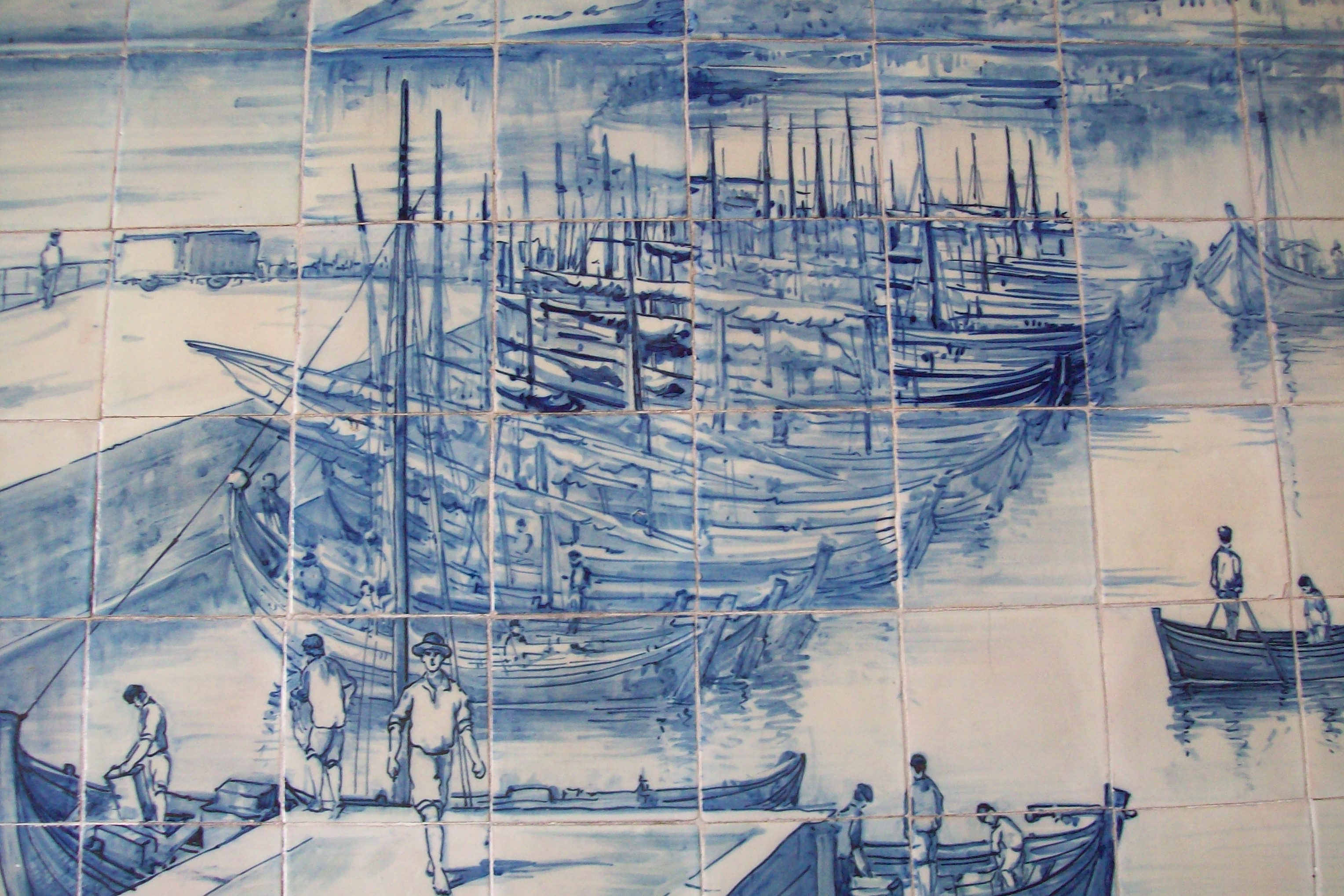
Representação de barcos de pesca
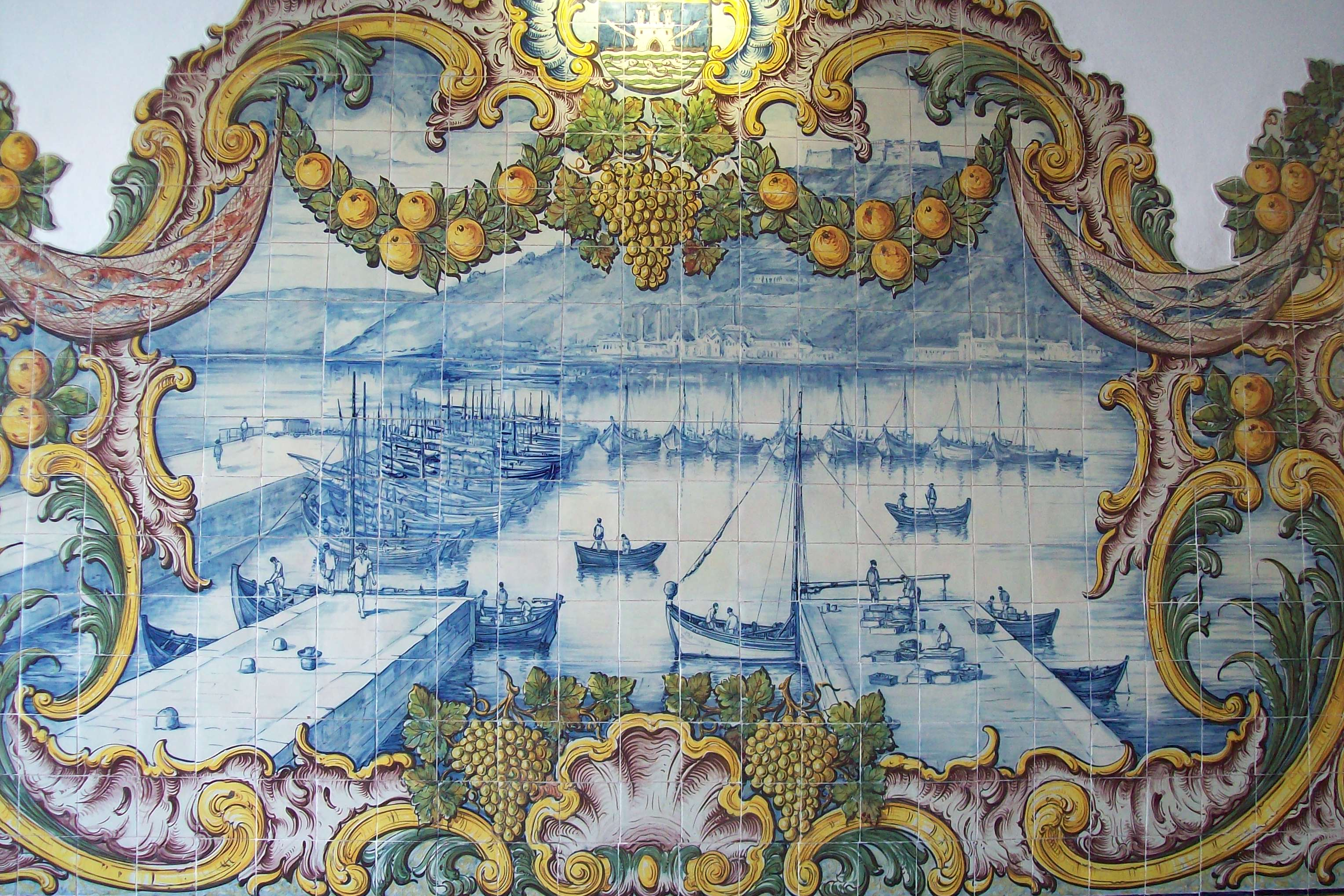
Representação de barcos pesqueiros
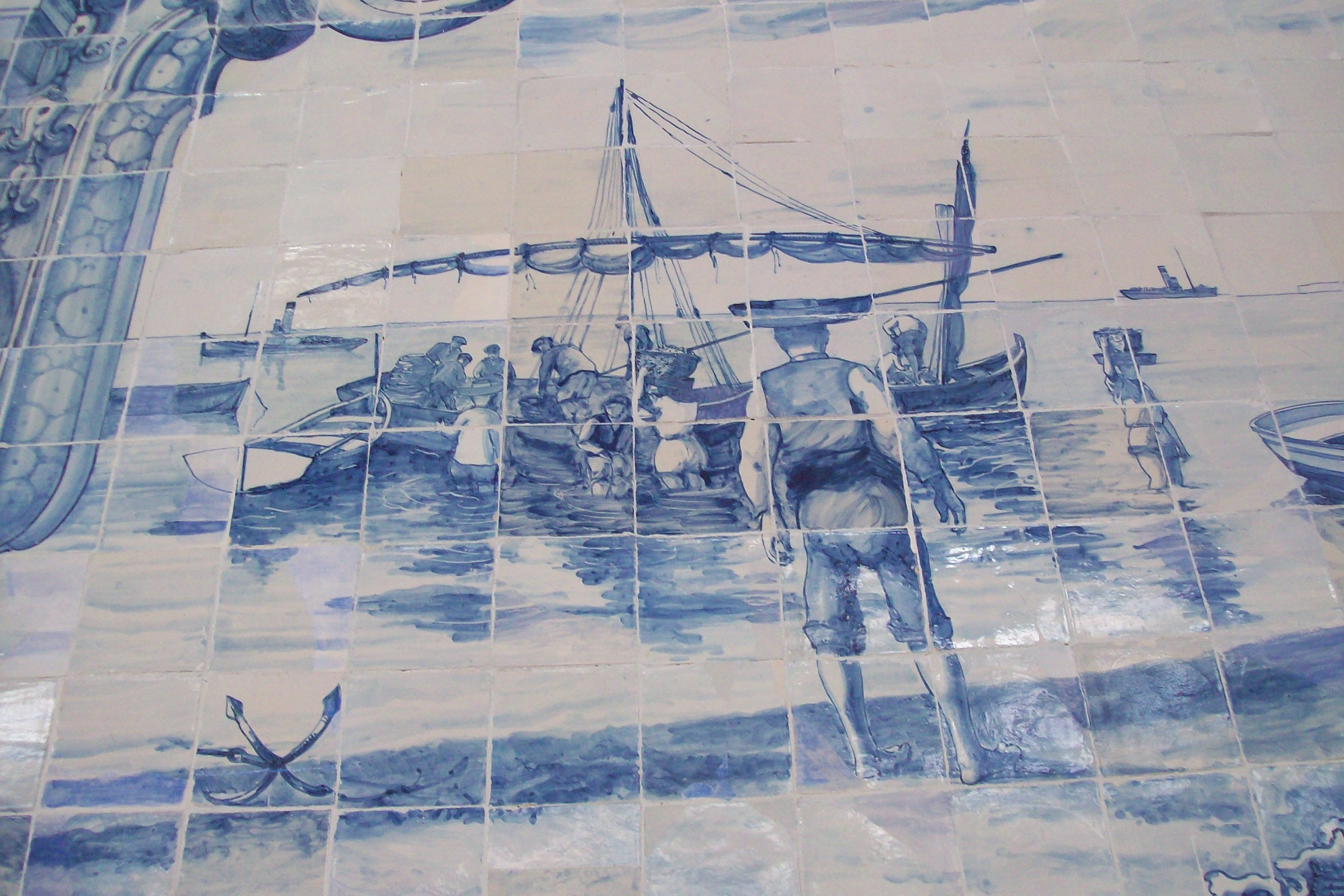
Representação de pescadores
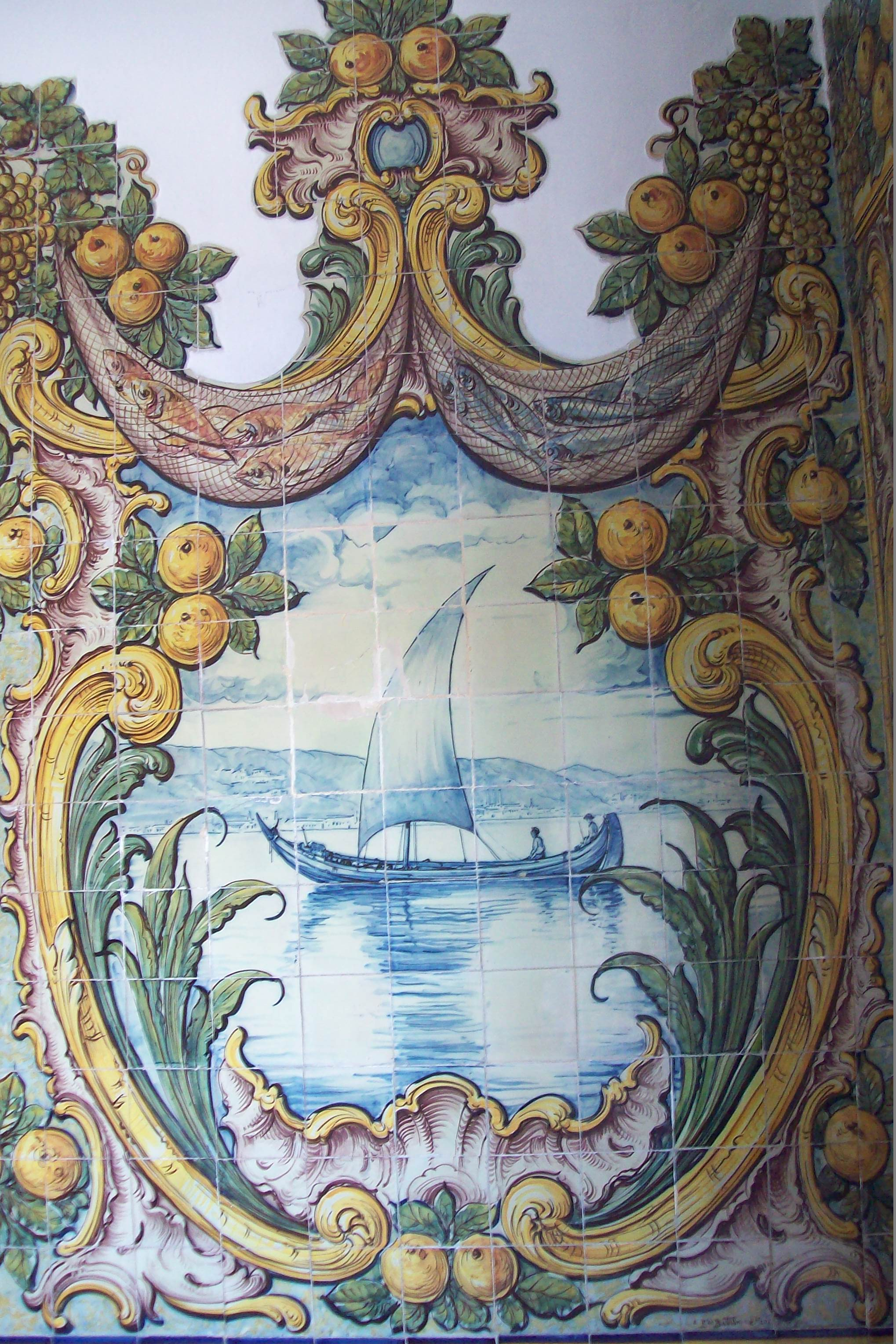
Representação de um veleiro
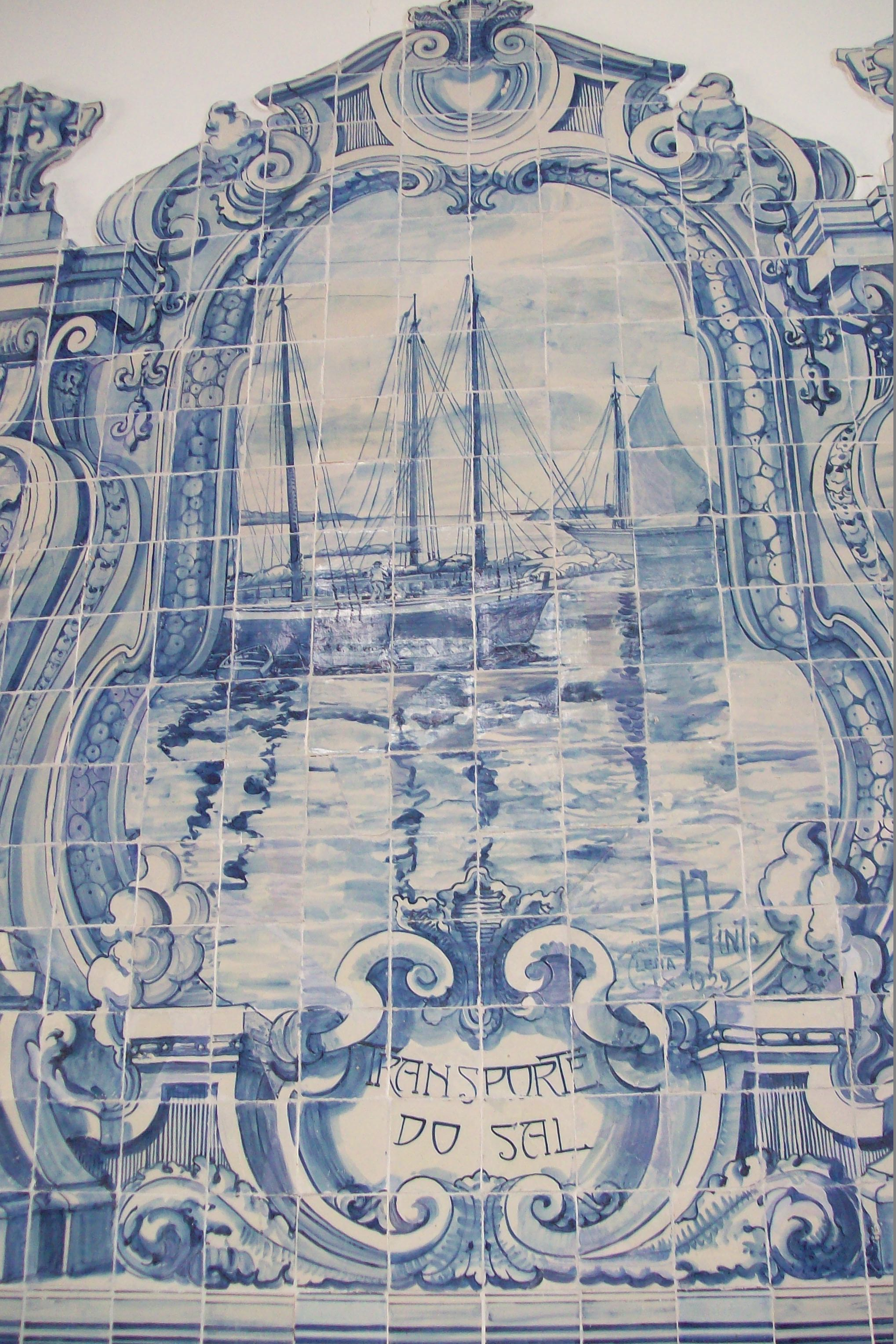
Representação do transporte de Sal